# 다마노촌 (오카야마현)
다마노촌(玉野村)은 오카야마현 고지마군에 있던 지방자치체이다.
현재의 다마노시 이름의 유래가 된 촌이며, 마을 지역도 현재 다마노시 내에 포함되어 있지만, 다마노촌은 분촌으로 소멸되었기 때문에 다마노시의 전신은 아니다.